# Puerto de Odesa
El Puerto de Odesa (en ucraniano: Оде́ський морськи́й торгове́льний порт)  es el puerto más grande de Ucrania y uno de los puertos más importantes de la cuenca del mar Negro, con una capacidad de tráfico anual total de 40 millones de toneladas (15 millones de toneladas de carga seca y 25 millones de toneladas de carga líquida). El puerto cuenta con un acceso inmediato a los ferrocarriles que permiten la transferencia rápida de la carga de las rutas marítimas para el transporte terrestre. Junto con sus puertos satélites pequeños de Illichivsk (1958) y del Sur (1973) el puerto de Odesa es uno de los principales centros de transporte de bienes y servicios de Ucrania. El puerto está situado en la costa occidental de la Bahía de Odesa.